# Бланкенфелде-Малов
Бланкенфелде-Малов (њем. Blankenfelde-Mahlow) општина је у њемачкој савезној држави Бранденбург. Једно је од 16 општинских средишта округа Телтов-Флеминг. Према процјени из 2010. у општини је живјело 25.501 становника. Посједује регионалну шифру (AGS) 12072017.

## Географски и демографски подаци
Бланкенфелде-Малов се налази у савезној држави Бранденбург у округу Телтов-Флеминг. Општина се налази на надморској висини од 43 метра. Површина општине износи 54,9 km².

## Становништво
У самом мјесту је, према процјени из 2010. године, живјело 25.501 становника. Просјечна густина становништва износи 465 становника/km².